# Gold-Sublimat-Methode
Die Gold-Sublimat-Methode ist ein histopathologisches Verfahren zur Darstellung von Gliazellen im Zentralen Nervensystem. Sie wurde von S. Ramón y Cajal Anfang des 20. Jahrhunderts entwickelt und eingesetzt.

## Eigenschaften
Mit der Gold-Sublimat-Methode lassen sich Astrozyten und andere Makroglia gut darstellen. Eine Besonderheit dieses Verfahrens ist, dass auch Fañanas-Zellen, die mit keinem anderen Verfahren histologisch dargestellt werden können, sichtbar sind. Das Verfahren erfordert reine Chemikalien. Durch die Verwendung eines speziellen Goldchlorids ergeben sich hohe Kosten für eine Färbung. Die Färbelösung besteht aus 0,4 Gramm Quecksilberchlorid (synonym Sublimat), 10 Milliliter einer einprozentigen Goldchloridlösung und 60 Milliliter Wasser bzw. aus 0,1 % (m/V) Goldchlorid, 0,5 % (m/V) Quecksilberchlorid in Wasser.
Globus entwickelte die Methode für eine Anfärbung von bereits Formaldehyd-fixiertem Material weiter. Bei der klassischen Cajal'schen Methode war noch eine Hinzugabe von Bromformol erforderlich.

## Färbeergebnis
Es ergibt sich ein purpurrotes Bild, bei dem der Hintergrund nahezu ungefärbt ist. Die Gliazellen sind in einem purpurroten bis braunroten Farbton sichtbar. Ganglienzellen sind hierbei nur schwach angefärbt.